# Clossiana nigrostriata
Clossiana nigrostriata är en fjärilsart som beskrevs av Schultz 1908. Clossiana nigrostriata ingår i släktet Clossiana och familjen praktfjärilar. Inga underarter finns listade i Catalogue of Life.